# 소비자

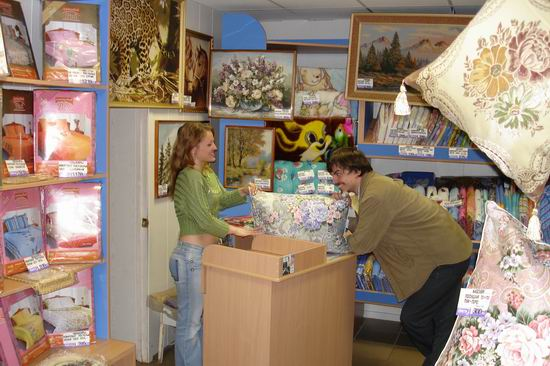

소비자(消費者)는 경제 안에서 만들어진 재화와 용역을 사용하는 개인이나 가구를 일컫는다. 영어 낱말 컨슈머(consumer,customers)라고 그대로 발음하는 경우도 있으며 비슷한 낱말 프로슈머도 참조하라. 소비자의 개념은 여러 환경에 쓰이기 때문에 이 용어의 사용법과 중요성은 매우 다양하다.

## 경제학, 마케팅에서의 소비자
소비자는 제품이나 용역을 사용하는 사람이다.

## 법과 정치에서의 소비자
대한민국 법 안에서 소비자의 개념은 주로 소비자법에서 사용되며 일반적으로 소비생활을 위하여 물품 및 용역을 이용 또는 사용하는 자연인을 의미한다. 소비자개념은 소비자기본법, 방문판매 등에 관한 법률, 전자상거래 등에서의 소비자보호에 관한 법률 등에서 규정하고 있는데, 그 범위는 약간씩 차이가 있다.
소비자기본법 제2조 (정의) 이 법에서 사용하는 용어의 정의는 다음과 같다. 

1. "소비자"라 함은 사업자가 제공하는 물품 또는 용역(시설물을 포함한다. 이하 같다)을 소비생활을 위하여 사용(이용을 포함한다. 이하 같다)하는 자 또는 생산활동을 위하여 사용하는 자로서 대통령령이 정하는 자를 말한다.

소비자기본법시행령 제2조 (소비자의 범위) 「소비자기본법」(이하 "법"이라 한다) 제2조제1호의 소비자 중 물품 또는 용역(시설물을 포함한다. 이하 같다)을 생산활동을 위하여 사용(이용을 포함한다. 이하 같다)하는 자의 범위는 다음 각 호와 같다. <개정 2007.10.31, 2008.1.31, 2008.2.29>

1. 제공된 물품 또는 용역(이하 "물품등"이라 한다)을 최종적으로 사용하는 자. 다만, 제공된 물품등을 원재료(중간재를 포함한다), 자본재 또는 이에 준하는 용도로 생산활동에 사용하는 자는 제외한다.

2. 제공된 물품등을 농업(축산업을 포함한다. 이하 같다) 및 어업활동을 위하여 사용하는 자. 다만, 「축산법」 제21조제1항에 따라 농림수산식품부령으로 정하는 사육규모 이상의 축산업을 영위하는 자 및 「원양산업발전법」 제6조제1항에 따라 농림수산식품부장관의 허가를 받아 원양어업을 하는 자는 제외한다.

전자상거래 등에서의 소비자보호에 관한 법률 상, 소비자는 "가. 사업자가 제공하는 재화등을 소비생활을 위하여 사용(이용을 포함한다. 이하 같다)하는 자" 또는 "나. 가목 외의 자로서 사실상 가목의 자와 동일한 지위 및 거래조건으로 거래하는 자 등 대통령령이 정하는 자"이다. (동법 제2조 제5호)

## 같이 보기
- 생활
- 소비
- 소비자 이론
- 한국소비자원